# NGC 179
NGC 179 (ook wel PGC 2253, ESO 540-7 of MCG -3-2-26) is een elliptisch sterrenstelsel in het sterrenbeeld Walvis.
NGC 179 werd in 1886 ontdekt door de Amerikaanse astronoom Francis Preserved Leavenworth.